# Solanum woodburyi
Solanum woodburyi är en potatisväxtart som beskrevs av Howard. Solanum woodburyi ingår i släktet skattor som ingår i familjen potatisväxter. Inga underarter finns listade i Catalogue of Life.